# Дейм, Ханс Вернер
Ханс Вернер Дейм (5 августа 1934 года, дер. Heinrichswalde — 20 января 2015 года, г. Штраусберг) — немецкий офицер, генерал-майор. Последний начальник по планированию Национальной Народной Армии ГДР.

## Биография
Сын живописца, Ханс Вернер Дейм, родился в селе Восточной Пруссии, ныне польское село Wężykowo. После Второй мировой войны семья переселилась в Германскую Демократическую республику (ГДР). Детство и юность Дейма прошли в немецком селении Мисте. После окончания школы, Ханс Вернер 18 июня 1952 года вступил в члены немецкой народной полиции. Служил в звании Anwärter der VP (низшее звание в народной полиции), был курсантом командного училища Карпина в бывшем сельском округе Ueckermünde. С 1953 по 1954 год учился в школе офицеров в Наумбурге. В 1954 году вступил в ряды Социалистической единой партии Германии (SED, СЕПГ).
С 1955 по 1956 год служил адъютантом в Казарменной народной полиции (предтече Национальной Народной армии ГДР). С 1956 по 1960 год учился в Советском Союзе — в Военной академии имени М. В. Фрунзе. Окончил академию с золотой медалью. Вернувшись на родину, служил начальником штаба и офицером по оперативной работе в полку Mot.Schützen-Regiment 28. С 1961 по 1962 год был начальником по оперативной подготовке, с 1962 по 1963 год — заместителем начальника оперативного командования военного округа V сухопутных сил ГДР. С 1963 по 1966 год был старшим офицером сухопутных войск, а с 1966 по 1971 год занимал должность заместителя начальника отдела администрации Министерства национальной обороны (MfNV).
С 1971 по 1973 год Ханс Вернер Дейм вновь проходил обучение в Москве — в Военной академии Генерального штаба Вооруженных Сил СССР. Окончил академию также с золотой медалью.
С 1973 по 1976 год служил в звании полковника заместителем командующего и начальником штаба 11-й мотострелковой дивизии ГДР. В 1976 году был переведен на службу в Министерство национальной обороны ГДР, до 1978 года был заместителем начальника оперативного штаба Министерства национальной обороны.
С 7 октября 1977 года был председателем Национального совета обороны ГДР в правительстве Эриха Хонеккера. Получил звание генерал — майора. С 1979 по 1982 год занимал пост заместителя начальника Главного штаба по оперативным вопросам. Его последними должностями в Национальной Народной Армии с 1982 по 1990 год была должность начальника отдела оперативной подготовки к боевым действиям в Министерстве национальной обороны ГДР и должность начальника штаба планирования Министерства по вопросам разоружения и обороны (MfAuV). 30 сентября 1990 года ушел в отставку.
В дальнейшем Дейм был членом Общества правовой и гуманитарной помощи (GRH). Был женат на русской Марии Дейм.
Ханс Вернер Дейм скончался 20 января 2015 года в городе Штраусберг в возрасте 80 лет, был похоронен на протестантском кладбище в Штраусберге.

## Награды
- Боевой орден «За заслуги перед народом и Отечеством» в золоте.
- Премия Фридриха Энгельса (1980).
- Орден «За заслуги перед Отечеством» (ГДР) в бронзе (1985)